# Portrait idéalisé d'une courtisane en Flore
Portrait idéalisé d'une courtisane en Flore – en italien Ritratto di giovane donna in veste di Flora – est un tableau réalisé par le peintre italien Bartolomeo Veneto vers 1520. De format vertical, ce panneau en bois de peuplier est un portrait en buste d'une jeune femme blonde un sein nu devant un fond noir. Coiffée d'un turban blanc garni d'une couronne végétale, elle tient quelques fleurettes à sa main droite et incarne ce faisant la déesse romaine du printemps, Flore. Une longue tradition désormais contestée fait de Lucrèce Borgia son modèle. Passée entre les mains de Jakob Gsell, l'œuvre est conservée depuis 1872 au musée Städel, à Francfort-sur-le-Main, en Allemagne.